# 趙勤
趙勤（?—?），字益卿，又作孟卿，南陽郡棘陽縣（今河南省新野縣東北）人，东汉政治人物
趙勤是劉賜姊姊的儿子。趙勤年幼丧父，小时候就有志操，往來刘賜家，刘賜指着錢对赵勤说：「下拜，就给你三十萬。」趙勤说：「拜而得錢，非義所取。」終不肯拜。趙勤明達好學，耿介不群。太守駱珍召他担任署曹吏，官至掾督郵。太守桓虞刚刚到任，葉县令雍霸和新野县令都不守法，于是署任赵勤为督郵，到葉县見雍霸，不問縣事，用高談清論来激厲他，雍霸即自責解印辞官。趙勤入新野界，县令听说雍霸已去，派属吏記下自己的罪责，還印綬辞官。桓虞称赞他。太守桓虞召趙勤為功曹，委任他郡事。有客想要请託熟人担任曹吏。桓虞说：「我有賢功曹趙勤，當與他商議。」到內中廳問趙勤，趙勤反對。